# Tom Sundby
Tom Sundby (* 15. prosince 1960, Larvik, Norsko) je bývalý norský fotbalový záložník. Nastupoval i v norské fotbalové reprezentaci.
Jeho otcem je Reidar Sundby.

## Klubová kariéra
Na klubové úrovni hrál mimo Norska v Řecku.

## Reprezentační kariéra
V A-týmu Norska debutoval 15. 6. 1983 v přátelském utkání v Kuopiu proti týmu Finska (remíza 1:1). Celkem odehrál v letech 1983–1988 za norský národní tým 39 zápasů a vstřelil 6 gólů.
Zúčastnil se Letních olympijských her 1984 v USA.